# کائولی واست
کائولی واست (فرانسوی: Kauli Vaast‎؛ زادهٔ ۲۶ فوریهٔ ۲۰۰۲) موج‌سوار متولد پلی‌نزی فرانسه اهل فرانسه است.